# El Jadida (provincie)
El Jadida  (Arabisch: الجديدة) is een provincie in de Marokkaanse regio Doukala-Abda.
El Jadida telt 1.103.032 inwoners op een oppervlakte van 6 km².

## Grootste plaatsen
| Plaats                 | Arabische naam        | Inwoners (2004) |
| ---------------------- | --------------------- | --------------- |
| El Jadida              | (ar) ألجديدة          | 144.440         |
| Moulay Abdallah        | (ar) مولاي عبدألله    | 45.780          |
| Khemis Zemamra         |                       | 45.593          |
| Sidi Bennour           | (ar) سيدي بنور        | 39.593          |
| Azemmour               | (ar) أزمو             | 36.722          |
| Haouzia                |                       | 34.607          |
| Laghnadra              |                       | 32.091          |
| Bouhmame               |                       | 30.540          |
| Saniat Berguig         |                       | 30.286          |
| Chtouka                |                       | 28.939          |
| Sidi Ali Ben Hamdouche | (ar) سيدي علي بنحمدوش | 28.685          |
| Oulad Hacine           |                       | 27.475          |
| Mettouh                |                       | 25.587          |
| Oulad Sbaita           |                       | 24.967          |
| Sidi Ismail            | (ar) سيدي إسماعيل     | 24.569          |
| Lgharbia               |                       | 23.074          |
| Oulad Ghanem           |                       | 22.342          |
| Oulad Aïssa            |                       | 21.779          |
| Oulad Rahmoune         |                       | 20.239          |

Ben Slimane · Khouribga · Settat · El Jadida · Safi · Boulmane · Fez · Moulay Yacoub · Sefrou · Kénitra · Sidi Kacem · Casablanca · Médiouna · Mohammedia · Nouaceur · Assa-Zag · Guelmim · Tan-Tan · Tata · Boujdour · Es-Semara · Lâayoune · Al Haouz · Chichaoua · Essaouira · Kelâat Es-Sraghna · Marrakech · Al Ismaïlia · El Hajeb · Errachidia · Ifrane · Khénifra · Meknès · Berkane · Figuig · Jerada · Driouch · Nador · Oujda-Angad · Taourirt · Aousserd · Oued ed Dahab · Khémisset · Rabat · Salé · Skhirat-Témara · Agadir-Ida-Ou-Tanane · Inezgane-Aït Melloul · Chtouka-Aït Baha · Ouarzazate · Taroudant · Tiznit · Zagora · Azilal · Béni-Mellal · Chefchaouen · Fahs-Bni Mkada · Larache · Tanger-Asilah · Tétouan · Al Hoceima · Taounate · Taza